# Sempre amici
Sempre amici (The Upside) è un film del 2017 diretto da Neil Burger.
Il film è un remake del film francese Quasi amici - Intouchables, scritto e diretto nel 2011 da Olivier Nakache e Éric Toledano. Con protagonisti Bryan Cranston e Kevin Hart, il film racconta l'improbabile amicizia tra un miliardario tetraplegico e un disoccupato che è stato assunto per aiutarlo ed è ispirato a una storia vera; l'amicizia nata tra Philippe Pozzo di Borgo e il suo aiutante, Abdel Sellou, autore del libro che narra la vicenda, best seller tradotto in varie lingue tra cui spagnolo, tedesco, svedese, polacco e russo.

## Trama
Phil è un ricco tetraplegico che vive in un lussuoso attico a Manhattan ed è in cerca di un badante che possa aiutarlo.
Tra i tanti aspiranti si presenta Dell, non per farsi assumere, ma solo per ottenere una firma che attesti la sua partecipazione al colloquio da presentare al suo ufficiale di custodia. Nonostante il parere contrario della sua assistente Yvonne e malgrado il fatto che Dell non abbia alcuna formazione e qualifica per il posto, Phil decide di assumerlo.
A dispetto delle differenze sociali e culturali, tra i due uomini con il tempo si instaura una forte ed improbabile amicizia.

## Produzione

### Sviluppo
Nel luglio 2011, oltre all'acquisto di diritti di distribuzione nei paesi di lingua inglese, nei paesi scandinavi e in Cina, la The Weinstein Company ha acquisito i diritti per un remake in lingua inglese di Quasi amici - Intouchables. Nel giugno del 2012 Paul Feig è stato incaricato di dirigere e scrivere la sceneggiatura, con Chris Rock, Jamie Foxx e Idris Elba presi in considerazione per il ruolo di Dell e Colin Firth in lizza per il ruolo di Phil. Jessica Chastain e Michelle Williams sono state prese in considerazione per il ruolo di Yvonne.
A marzo 2013, Feig ha lasciato la regia del film, e Tom Shadyac è stato valutato per sostituirlo. Chris Tucker era in considerazione per Dell. Nell'ottobre 2014, Kevin Hart ha ottenuto la parte di Dell, con ancora Firth nei panni di Phil. Nel marzo del 2016 è stato annunciato che Bryan Cranston ha ottenuto il ruolo da protagonista, sostituendo Firth. Simon Curtis doveva dirigere Cranston e Hart da una sceneggiatura scritta da Feig. Nell'agosto del 2016, è stato annunciato che Neil Burger avrebbe sostituito Curtis alla regia. Il film si basa su una sceneggiatura di Jon Hartmere, in sostituzione allo script di Feig.

### Riprese
Le riprese del film sono iniziate il 27 gennaio 2017 a Filadelfia.

## Promozione
Il 3 ottobre 2018 è stato pubblicato il trailer ufficiale del film.

## Distribuzione
Il film è stato presentato in anteprima mondiale l'8 settembre 2017 al Toronto International Film Festival.
Il film doveva essere distribuito nelle sale cinematografiche statunitensi il 9 marzo 2018 ma a causa dello scandalo di molestie sessuali che ha coinvolto uno dei produttori del film, Harvey Weinstein, la casa di produzione lo ha posticipato all'11 gennaio 2019.
In Italia è stato pubblicato su Prime Video il 18 aprile 2019.

## Accoglienza

### Incassi
A partire dal 16 aprile 2019, The Upside ha incassato $108,1 milioni negli Stati Uniti e in Canada e $13,7 milioni in altri territori, per un totale mondiale di $121,8 milioni, contro un budget di produzione di $37,5 milioni.
Negli Stati Uniti e in Canada, il film è stato distribuito insieme a Replicas e Un viaggio a quattro zampe, così come l'ampia espansione di Una giusta causa, ed è stato progettato per incassare $10 milioni da 3,080 sale nel week-end di apertura. Tuttavia, dopo aver guadagnato $7 milioni nel suo primo giorno (compresi $1,1 milioni dalle anteprime di giovedì sera), le stime sono state portate a $19 milioni. Ha continuato a debuttare a $20,4 milioni, diventando il primo film a detronizzare Aquaman dalla cima del botteghino dopo 3 settimane al primo posto. Il film è sceso al secondo posto nel secondo week-end dietro al nuovo arrivato Glass, incassando $15,7 milioni. Ha continuato a tenere bene nei due fine settimana successivi, incassando $11,9 milioni e $8,9 milioni, finendo dietro a Glass entrambe le volte.

### Critica
Il film ha ricevuto recensioni miste dalla critica. Su Rotten Tomatoes ha un indice di gradimento del 40% con un voto medio di 5,27 su 10, basato su 168 recensioni, mentre su Metacritic ha un punteggio di 46 su 100, basato su 40 recensioni.